# SIS (motocicletas)
SIS fue un importante fabricante portugués de motocicletas, ubicado en Anadia. Además de motocicletas produjo motocarros, un tipo de vehículo muy popular en otros tiempos, especialmente en los países del sur de Europa.
Sus motocicletas utilizaban motores Sachs y tuvieron éxito en el mercado local, especialmente en la década de 1970.

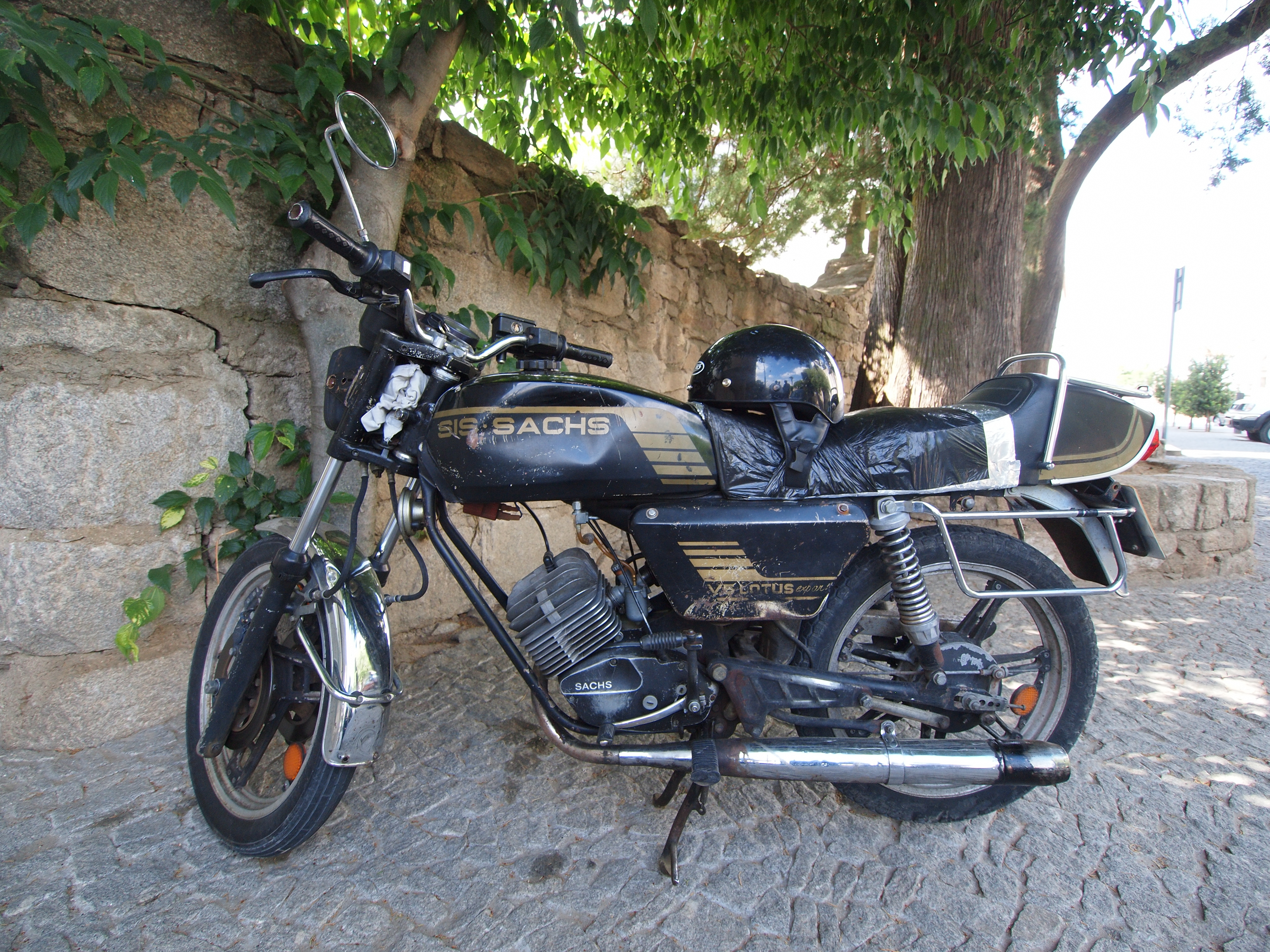
SIS Sachs modelo V5 Lotus